# Ергокальциферол
Ергокальциферол (лат. Ergocalciferol) — хімічна речовина, одна з форм вітаміну D. Регулює обмін кальцію та фосфору в організмі. Він утворюється з провітаміну в шкірі під дією сонячних променів, а також надходить в організм людини з тваринними продуктами: печінкою риб, ікрою, яйцями, молочними жирами. Улітку в молочних продуктах ергокальциферолу в 2-3 рази більше, ніж узимку. 

Ергокальциферол стимулює ріст, підвищує стійкість організму до інфекційних хвороб, сприяє засвоєнню фосфору та кальцію кістковими тканинами.
- Хімічна назва:
  - (5Z,7E,22E)-9,10-секоергоста-5,7, 10-(19),22-тетраєн-3β-ол;
  - 24-метил-9,10-секохолеста-5,7,10(19),22-тетраєн-3b-ол;
- Брутто-формула: C28H44O
- Код CAS: 50-14-6
- Код ATC: A11CC01
- Основна характеристика: Білий кристалічний порошок. Нерозчинний у воді, розчинний у спирті, ефірі, хлороформі, рослинних оліях, нестійкий до дії світла, кисню, повітря та інших окислюючих факторів.
- Фармакотерапевтична група: Група вітаміну D
- Нозологічна класифікація (МКХ-10):
  - A15-A19 Туберкульоз
  - E20 Гіпопаратиреоз
  - E55 Недостатність вітаміну D
  - E55.0 Рахіт активний
  - L40 Псоріаз
  - M32 Системний червоний вовчак
  - M81.9 Остеопороз неуточнений
  - M83.9 Остеомаляція у дорослих неуточнена